# Monumento de la Paz de Hiroshima

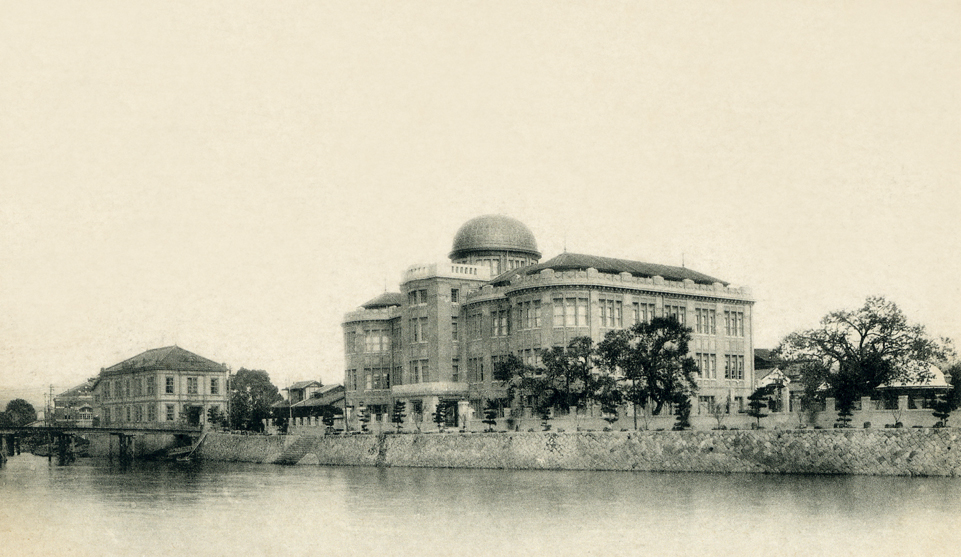
El edificio en su estado original.

La Conmemoración de la Paz de Hiroshima o Memorial de la Paz de Hiroshima, llamada también Cúpula Genbaku (原爆ドーム Genbaku Dōmu?) o Cúpula de la Bomba Atómica por los japoneses, se encuentra en Hiroshima, Japón.
El edificio fue originalmente proyectado por el arquitecto checo Jan Letzel para la Exposición Comercial de la Prefectura de Hiroshima (HMI). Fue terminado en abril de 1915 e inaugurado oficialmente en agosto de ese año. Es una construcción de ladrillo y hormigón con una cúpula de estructura de acero. Desde 1996 está en la lista del Patrimonio de la Humanidad de la Unesco.
El hipocentro de la explosión de la primera bomba atómica arrojada sobre una población civil de 6 de agosto de 1945 se situó a una distancia de apenas 150 metros en la horizontal y 600 metros en la vertical del edificio, fue la estructura más próxima que resistió al impacto. El edificio fue inmediatamente preservado exactamente como se encontraba después del bombardeo, sirve hoy como un monumento conmemorativo de la devastación nuclear y un símbolo de esperanza en la paz mundial y la eliminación de todas las armas nucleares.

## Los hechos, primera bomba atómica contra la población civil
A las 8:15 horas del lunes, 6 de agosto de 1945, el avión de guerra B-29 Enola Gay, perteneciente al Escuadrón de Bombardeo 393d, pilotado y comandado por el coronel Paul Tibbets de Estados Unidos, soltó sobre la ciudad de Hiroshima la primera bomba atómica que se empleaba contra la población civil, el artefacto explosivo tenía el nombre de "Little Boy". Esta bomba produjo la destrucción de toda la ciudad de Hiroshima (el 69% de los edificios fueron destruidos y otro 6-7% resultó dañado.)  y causó la muerte de, aproximadamente,  140 000 personas de una forma directa y de muchos más a través del tiempo debido a los efectos perniciosos de la radiación.
Tres días después, los Estados Unidos de América bombardearon, con una bomba similar, la ciudad de Nagasaki, con efectos similares.

### Comunicado del presidente de los EE. UU.Harry S. Truman
Dieciséis horas después del ataque, Truman anunció públicamente desde Washington D. C. el uso de una bomba atómica:

Los japoneses comenzaron la guerra desde el aire en Pearl Harbor. Ahora les hemos devuelto el golpe multiplicado. Con esta bomba hemos añadido un nuevo y revolucionario incremento en destrucción a fin de aumentar el creciente poder de nuestras fuerzas armadas. En su forma actual, estas bombas se están produciendo. Incluso están en desarrollo otras más potentes. [...] Ahora estamos preparados para arrasar más rápida y completamente toda la fuerza productiva japonesa que se encuentre en cualquier ciudad. Vamos a destruir sus muelles, sus fábricas y sus comunicaciones. No nos engañemos, vamos a destruir completamente el poder de Japón para hacer la guerra. [...] El 26 de julio publicamos en Potsdam un ultimátum para evitar la destrucción total del pueblo japonés. Sus dirigentes rechazaron el ultimátum inmediatamente. Si no aceptan nuestras condiciones pueden esperar una lluvia de destrucción desde el aire como la que nunca se ha visto en esta tierra.
  Harry S. Truman.

El anuncio de Truman fue la primera noticia real que se tuvo en Tokio de lo que había pasado e inmediatamente se formó el Comité de Contramedida de la Bomba Atómica, integrado por personal del ejército, la armada y ministerios del interior. A pesar del nombre del comité, gran parte de los integrantes dudaban que efectivamente se hubiera utilizado una bomba atómica, pues se creía que la tecnología estadounidense no estaba tan avanzada como para desarrollarla, ni para transportarla por todo el océano Pacífico. Sólo cuando el personal fue a la zona a investigar la destrucción ocurrida, aceptaron que ninguna bomba convencional podría haber causado tanto daño.

## Parque Conmemorativo de la Paz de Hiroshima
La Cúpula Genbaku se ubica en el Parque Conmemorativo de la Paz de Hiroshima que contiene otros monumentos levantados posteriormente:
- Estatua de los Niños de la Bomba Atómica, en memoria de los niños que murieron víctimas de la bomba.
- Monte Conmemorativo de la Bomba Atómica, con las cenizas de 70 mil víctimas no identificadas.
- Cenotafio de las Víctimas Coreanas, en homenaje a los cerca de 20 mil coreanos muertos en el bombardeo.
- Cenotafio Conmemorativo, con la inscripción «Descansad en paz, pues el error jamás se repetirá».
- Llama de la Paz, que permanecerá iluminando hasta que la amenaza de aniquilación nuclear deje el planeta Tierra.
- Campana de la Paz, que los visitantes pueden tocar en honor a la paz mundial.
- Sala Nacional Conmemorativa de la Paz de Hiroshima, que incluye la Sala de la Memoria con una reconstrucción de 360° de Hiroshima después de la bomba, formada por 140 mil ladrillos (el número de víctimas hasta el final de 1945).
- Museo Conmemorativo de la Paz de Hiroshima.
- Puertas de la Paz, cinco puertas de cinco metros de altura con la palabra «paz» escrita en varios idiomas.